# Favored Nations
Favored Nations Entertainment é uma gravadora fundada pelo guitarrista virtuoso estadunidense Steve Vai, e por Ray Scherr, em 1999.
O primeiro álbum a receber o selo Favored Nations Entertainment foi Coming to Your Senses, de Frank Gambale. Desde então, vários artistas consagrados tem gravado seus discos com este selo, como Eric Johnson, Andy Timmons, The Yardbirds, entre outros...
Em 2002, a gravadora ganhou a divisão Favored Nations Acoustic e em 2004 Favored Nations Cool.

## Notable artists

### Favored Nations
- Eric Johnson
- Eric Sardinas
- Andy Timmons
- Steve Vai
- The Yardbirds
- Tony Macalpine

### Favored Nations Acoustic
- Philip Aaberg
- Peppino D'Agostino
- Tommy Emmanuel
- Peter Huttlinger
- Adrian Legg
- James Robinson

### Favored Nations Cool
- Larry Coryell
- Mimi Fox
- Novecento featuring Stanley Jordan